# Andrew Muir
Andrew Joseph Muir (17 oktober 1958) is een Schots schaker. Sinds 1990 is hij Internationaal Meester (IM), sinds 1995 is hij grootmeester correspondentieschaken (GMc). In 2007 won hij het kampioenschap van Schotland, in 1998 won hij een individuele gouden medaille op de Schaakolympiade. 

## Biografie
Andrew Muir begon zich serieus met schaken bezig te houden toen hij student was aan de University of Glasgow (1975–1979). In 1976 won hij het Britse kampioenschap schaken voor studenten. In 1977 won hij het Schotse kampioenschap schaken voor studenten. Ook won hij in 1977 het Schots Open toernooi. In 1979 won hij in Manchester het Manchester Open. Hij won het Glasgow Open in 1982, 1984, 1991, 1995 en 2008. In 2007 won Andrew Muir het kampioenschap van Schotland. 
In 1990 behaalde hij de titel Internationaal Meester (IM). 
Tussen 1982 en 1995 nam Andrew Muir deel aan correspondentieschaak-toernooien. In 1995 behaalde hij de titel grootmeester correspondentieschaken (GMc).
Recentelijk legde Andrew Muir zich meer toe op zijn baan als actuaris en nam minder vaak deel aan schaaktoernooien.

## Schaakteams
Andrew Muir speelde voor Schotland in het Wereldkampioenschap schaken voor studententeams:
- in 1977, aan het 1e reservebord in het 22e WK schaken voor studententeams in Mexico City (+2 =6 –3)

Andrew Muir speelde voor Schotland in de Clare Benedict Cup:
- in 1979, aan het reservebord in de 23e Clare Benedict Cup in Cleveland (Engeland) (+2 =0 –2)

Andrew Muir nam met Schotland deel aan het Wereldkampioenschap schaken voor juniorenteams tot 26 jaar:
- in 1980, aan het 1e reservebord in het 2e WK juniorenteams in Mexico City (+2 =1 –4)
- in 1983, aan het 1e reservebord in het 4e WK juniorenteams in Chicago (+5 =2 –2)

Andrew Muir nam met het team van Schotland deel aan de volgende Schaakolympiades:
- in 1984, aan het 2e reservebord bij de 26e Schaakolympiade in Thessaloniki (+4 =2 –1)
- in 1990, aan het 4e bord bij de 29e Schaakolympiade in Novi Sad (+3 =2 –4)
- in 1992, aan het 1e reservebord bij de 30e Schaakolympiade in Manilla (+2 =5 –1)
- in 1996, aan het 2e reservebord bij de 32e Schaakolympiade in Jerevan (+0 =2 –4)
- in 1998, aan het 1e reservebord bij de 33e Schaakolympiade in Elista (+5 =2 –0) waarbij hij een individuele gouden medaille won

Andrew Muir speelde voor Schotland in het Europees schaakkampioenschap voor landenteams:
- in 1989, aan het 2e bord op het 9e EK landenteams in Haifa (+1 =3 –4)
- in 1992, aan het 2e bord op het 10e EK landenteams in Debrecen (+1 =4 –3)
- in 1997, aan het 2e bord op het 11e EK landenteams in Pula (Kroatië) (+1 =4 –4)
- in 1999, aan het 1e bord op het 12e EK landenteams in Batoemi (+1 =2 –5)
- in 2001, aan het 3e bord op het 13e EK landenteams in León (Spanje) (+1 =0 –6)
- in 2003, aan het 3e bord op het 14e EK landenteams in Plovdiv (+3 =3 –1)
- in 2005, aan het 3e bord op het 15e EK landenteams in Göteborg (+2 =2 –3)
- in 2007, aan het 1e bord op het 16e EK landenteams in Heraklion (+2 =0 –6)
- in 2009, aan het 2e bord op het 17e EK landenteams in Novi Sad (+0 =6 –3)
- in 2011, aan het 3e bord op het 18e EK landenteams in Porto Carras (+2 =2 –3)
- in 2013, aan het 2e bord op het 19e EK landenteams in Warschau (+1 =5 –2)
- in 2015, aan het 4e bord op het 20e EK landenteams in Reykjavik (+0 =3 –4)

## Externe koppelingen
- (en)   Informatie over schaakpartijen van Andrew Muir op ChessGames.com
- (en)   Informatie over schaakpartijen van Andrew Muir op 365chess.com
- (en)  FIDE-ratinggegevens voor Andrew Muir
- Andrew Joseph Muir, www.chessscotland.com